# Loubens (Żyronda)
Loubens – miejscowość i gmina we Francji, w regionie Nowa Akwitania, w departamencie Żyronda.
Według danych na rok 1990 gminę zamieszkiwało 315 osób, a gęstość zaludnienia wynosiła 53 osób/km² (wśród 2290 gmin Akwitanii Loubens plasuje się na 865. miejscu pod względem liczby ludności, natomiast pod względem powierzchni na miejscu 1361.).